# Avalua
Avalua ist eine unbewohnte Insel vor der Ostküste von Savai'i in Samoa. Sie gehört administrativ zum Distrikt Faʻasaleleaga.

## Geographie
Avalua ist eine winzige Insel im Uanamo Pass zwischen Savai'i und Upolu.

## Klima
Das Klima ist tropisch heiß, wird jedoch von ständig wehenden Winden gemäßigt. Ebenso wie die anderen Inseln von Samoa wird Avalua gelegentlich von Zyklonen heimgesucht.